# Гюг Либержье
Гюг Либержье́, также Гуго Либержье (фр. Hugues Libergier) — французский архитектор XIII века.
Достоверных сведений о Гюге Либержье сохранилось крайне мало. В эпитафии на его надгробной плите сказано, что в 1229 году он начал строительство реймсской церкви Сен-Никез (не сохранившейся до наших дней), а также указана дата его смерти: 1263 год. Но, несмотря на то, что эта церковь — единственное строение, о котором известно, что его автором был Либержье, уже эта работа позволяет считать его выдающимся мастером своей эпохи.
Долгое время ряд историков полагал, что Гюг Либержье был также автором проекта и первым зодчим Реймсского собора. В пользу этой гипотезы говорило, в частности, некоторое сходство архитектуры собора и церкви Сен-Никез. Впоследствии, благодаря анализу надписей, содержавшихся в напольном лабиринте Реймсского собора, стало ясно, что Либержье не мог быть в числе его первых строителей.
Гюг Либержье был похоронен в построенной им церкви Сен-Никез. После того как церковь эта была разрушена в годы Революции, надгробную плиту перенесли в Реймсский собор, где она и находится до сих пор. Мастер изображён на ней с атрибутами своей профессии: циркулем и угольником. В руках он держит миниатюрную модель храма — вероятно, церкви Сен-Никез — и измерительную рейку.
В Реймсе имя Гюга Либержье носят одна из улиц и лицей.